# 서효인 (야구인)
서효인(徐孝仁, 1962년 2월 6일 ~ )은 전 KBO 리그 LG 트윈스 선수다.

## 아마 시절
대구에서 태어났으나 경상중  3학년 때  신일중으로 전학갔으며 1983년 아시아야구선수권대회 우승으로 병역특례 혜택을 받았다.

## 프로 선수 시절
1986년 고려대학교를 졸업하자 MBC 청룡에 입단을 하여 프로 선수 생활을 시작하였다. MBC 청룡 시절에는 주로 백업 포수를 맡았다.

## 출신학교
- 대구수창초등학교
- 경상중학교 → 신일중학교 (전학)
- 신일고등학교
- 고려대학교

1. ↑  “信一(신일) 15안타 猛爆(맹폭)…대회3.4號(호)홈런도”. 동아일보. 1981년 9월 30일. 2025년 4월 12일에 확인함.
2. ↑  신명철 (2018년 6월 14일). “운동선수 병역 혜택도 줄 잘 서야? 1980년대에 병역 특례 혜택 받은 야구 선수들”. 스포티비뉴스. 2022년 1월 23일에 확인함.